# 国家深海基地
国家深海基地位于中华人民共和国山东省青岛市即墨区的国家深海基地码头。国家深海基地于2007年由国务院批准，2013年开建，2015年建成启用，占地面积陆地390亩，海域62.7公顷。是世界第五大深海技术及装备支撑保障基地。2015年3月，蛟龙号正式入驻国家深海基地。2017年2月，“潜龙二号”和“潜龙一号”正式入驻。